# Sol (gymnastique)
Pour les articles homonymes, voir Sol et praticable.

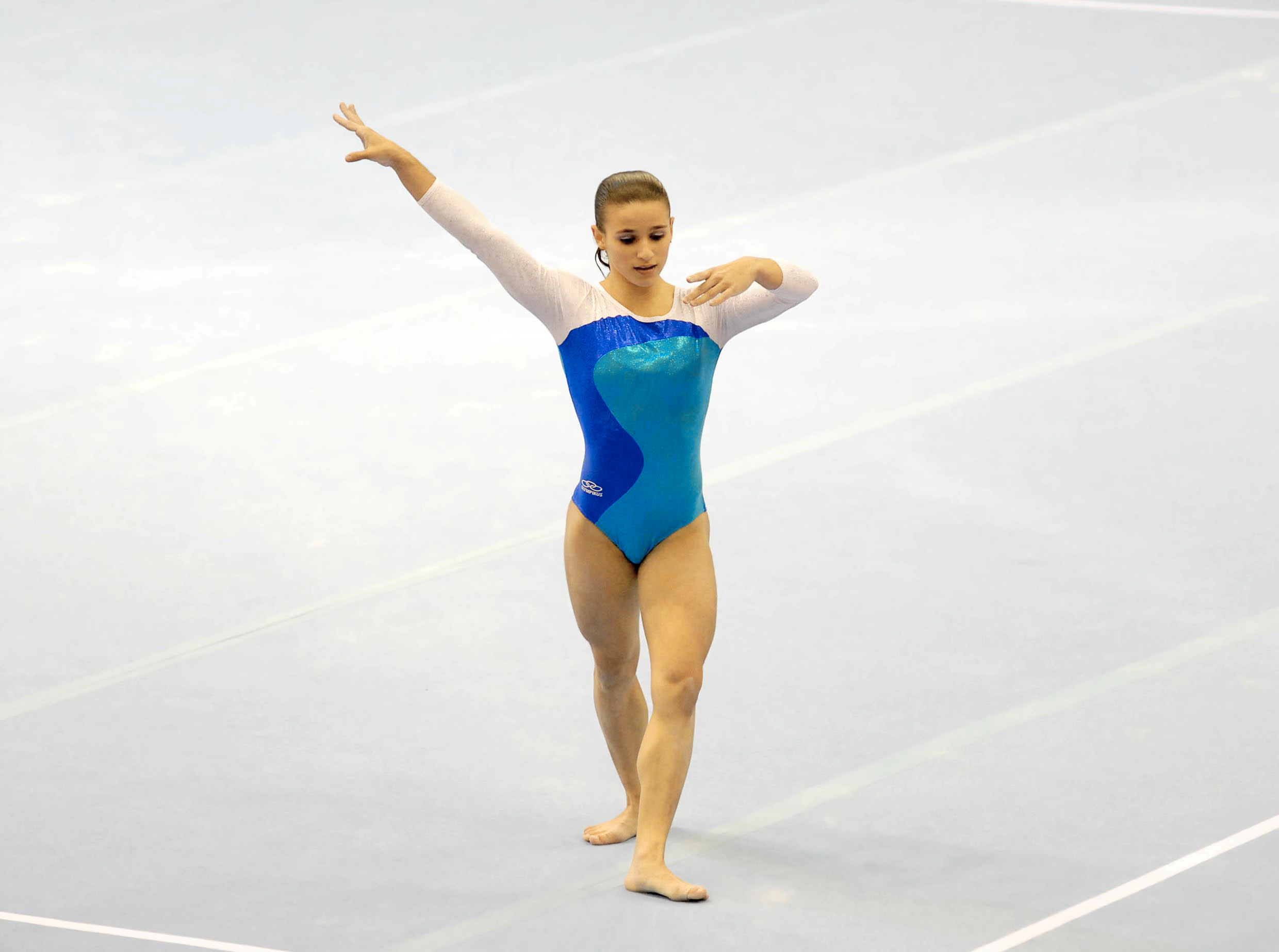
Jade Barbosa au sol.

Le sol est un des huit agrès de la gymnastique artistique, et un des deux agrès communs avec le saut de cheval aux gymnastiques féminine et masculine. Il s'agit d'une surface délimitée (12 × 12 m), communément appelée praticable et généralement disposée sur un plancher à ressort, sur laquelle les gymnastes réalisent des acrobaties. Le sol est une discipline olympique de la gymnastique artistique depuis 1932.

## Le praticable

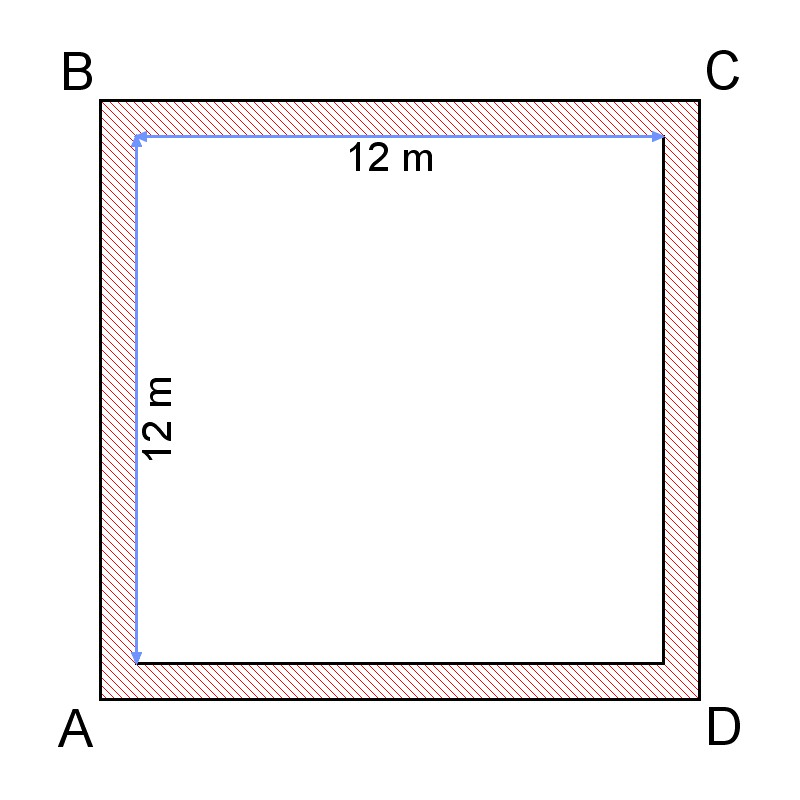
Limites et dimensions du praticable de gymnastique artistique.

En gymnastique artistique il s'agit d'une surface délimitée (12 × 12 m) sur laquelle les gymnastes réalisent des acrobaties, alors qu'en gymnastique rythmique, elle est de 13 × 13 m.

## Les exercices

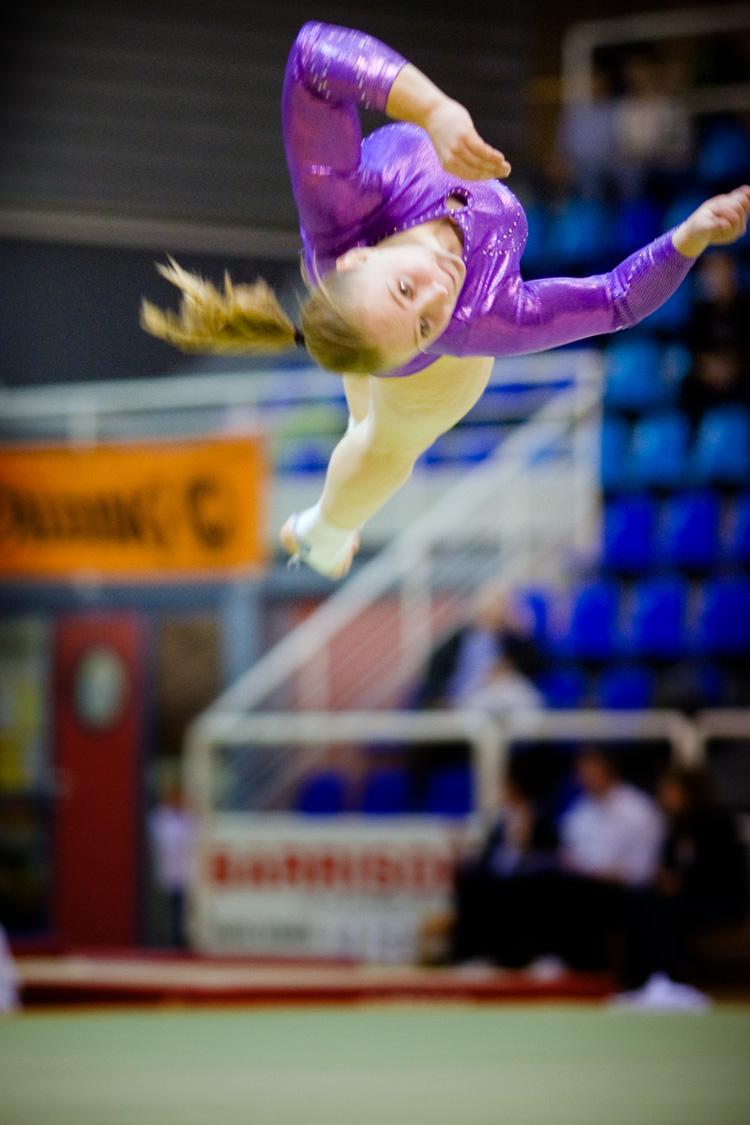
Une gymnaste effectuant une vrille au sol.

Un exercice de compétition au sol est basé sur un enchaînement d'acrobaties. Les gymnastes effectuent les séries majeures dans la diagonale du carré défini par le praticable. Au niveau des compétitions internationales, un mouvement complet contient en général entre trois et quatre diagonales.
Les hommes ajoutent à ces éléments acrobatiques des éléments de force (par exemple des planches) et d'équilibre (cercles Thomas). La durée totale d'un exercice est d'environ une minute.
Les femmes réalisent un exercice en musique d'une durée de 1 min 30 s environ. Un mouvement complet est composé, en plus des éléments acrobatiques et des chorégraphies, d'éléments dits gymniques (sauts et pirouettes). Ces derniers sont pris en compte dans la notation, ils comptent de plus en plus.

## La notation
En plus des pénalités générales précisées par le code de pointage, il existe au sol une pénalité spécifique à l'agrès : la sortie de praticable.

## Grands noms de la gymnastique au sol
Parmi les grands noms de la gymnastique au sol :
- Gina Gogean, trois fois championne du monde en 1995, 1996 et 1997 ;
- Lilia Podkopayeva, championne olympique en 1996 et seule gymnaste à avoir réalisé un double salto avant avec demie vrille en compétition internationale[réf. nécessaire] ;
- Simone Biles.